# Parachironomus yanomani
Parachironomus yanomani är en tvåvingeart som beskrevs av Spies, Fittkau och Reiss 1994. Parachironomus yanomani ingår i släktet Parachironomus och familjen fjädermyggor. Inga underarter finns listade i Catalogue of Life.